# Паар, Эдуард фон
Граф Эдуард Мария Николаус фон Паар (нем. Eduard von Paar, 5 декабря 1837, Вена — 1 февраля 1919, Вена) — австро-венгерский военный деятель, генерал-оберст (1916), генерал-адъютант Франца Иосифа. Будучи одним из ближайших советников императора, Паар оказывал наибольшее влияние на его военные взгляды и решения, как в организационном, кадровом, так и в политическом плане. Эдуард фон Паар относился к самым влиятельным личностям Австро-Венгрии и де-факто являлся вторым человеком в империи после самого императора. Он занимал должность императорского и королевского адъютанта тридцать лет и, без сомнения, был самым близким к Францу Иосифу человеком из всей империи. Эдуард фон Паар оставался императорским и королевским адъютантом Франца Иосифа вплоть до смерти кайзера 21 ноября 1916 года. В начале 1917 года он ушел в отставку, поскольку кайзер Карл выбрал новых, более молодых адъютантов, чтобы заменить старых и верных советников своего предшественника.
Будучи младшим сыном принца Карла фон Паара, Эдуард носил титул графа. Получив звание генерал-адъютанта, фон Паар также в 1887 году стал тайным советником императорского и королевского совета с правом обращения: его превосходительство. В 1908 году к Паару приставили собственного адъютанта, которым был Миклош Хорти будущий главнокомандующий австро-венгерского флота и регент Венгерского королевства в 1920—1944 годах. В 1914 году именно Эдуард фон Паар вручил Францу Иосифу письмо в котором говорилось об убийстве эрцгерцога Франца Фердинанда. В 1916 году получил звание генерал-оберста. После смерти Франца Иосифа Эдуард фон Паар недолгое время был адъютантом Карла I, но вскоре кайзер уволил его в отставку. После распада Австро-Венгрии генерал фон Паар умер в Вене и был похоронен в семейной усыпальнице в монастырской церкви Успения Девы Марии в Бечине. За время своей многолетней службы при приближении императора он получил ряд подарков, которыми пополнил коллекции произведений искусства в своём замке Бехине.

## Происхождение
Эдуард фон Паар родился третьим ребёнком в дворянской семье фон Паар. Род имел итальянское происхождение, но затем получил австрийское дворянство. Постепенно семья Паар приобрела большие поместья в Штирии и Богемии. Они прославились как придворные почтмейстеры наследственных земель Габсбургов. В замен на хорошую службу Габсбурги подарили Паарам собственность с землями в Вене и Богемии.
Дед Эдуарда — принц Карл Йозеф Антон Фейт фон Паар был генерал-майором австрийской армии, участник наполеоновских войн. Участник битвы при Асперне и Эсслинге и Ваграмской битвы.
Родителями Э. фон Паара были принц Карл Венцель Людвиг фон Паар (6 января 1806 — 17 января 1881) — тайный советник Австро-Венгрии и его жена принцесса Ида Леопольдина Софи Мария Жозефина Франциска фон унд цу Лихтенштейн (12 сентября 1811 — 27 июня 1884), она принадлежала к княжескому роду Лихтенштейн.
Принц Карл был камергером с 1830 года, тайным советником и потомственным членом Палаты господ Австрийского императорского совета с 1861 года. В 1862 году он был награжден орденом Золотого руна.
Семья проживала у реки Вена в фамильном дворце, который находился в центре Вены.

## Военная карьера
Эдуард фон Паар, как и его брат Алоис фон Паар, рано начал свою военную карьеру. В 1850 году в возрасте 13 лет он поступил в Терезианскую военную академию. Окончив обучение в 1857 году он попал в 1-й уланский полк в звании поручика. В 1859 году он участвовал в войне с Сардинией в битве при Мадженте. 
Эдуард фон Паар продолжал служить в кавалерии и 15 апреля 1866 года, он стал ординарцем императора Франца Иосифа. В июне 1866 года, когда вспыхнула Австро-прусско-итальянская война, Эдуард фон Паар передавал все приказы императора и находился в командном штабе. Он также координировал кавалерийские силы на галицийском фронте. Под его командованием кавалерийские полки смогли разбить прусские войска под Освенцимом.
Будучи ординарцем, Эдуард фон Паар добился уважения у самого императора, и 18 августа 1866 года он стал флигель-адъютантом Франца Иосифа. Обязанности фон Паара заключались в том, чтобы служить связующим звеном между Францем Иосифом и высшим командным руководством Австрийской империи. Одновременно с получением должности адъютанта императора, Э. фон Паар также стал ротмистром 9-го кирасирского полка.
В 1869 году Эдуард фор Паар получил звание оберст-лейтенанта (подполковник) 4-го императорского драгунского полка и ушел с должности адъютанта императора. Через 5 лет, в 1874 году, Паар получил звание оберста и стал командиром этого полка. Еще через 5 лет, в ноябре 1879 года Паар стал генерал-майором и получил под командование 4-ю кавалерийскую бригаду, которая находилась в гарнизоне Инсбрука.
В ноябре 1884 года Эдуард фон Паар получил звание фельдмаршал-лейтенанта, вместе с получением этого звания он вновь попал в окружение Франца Иосифа. Также Э. фон Паар стал командиром гарнизона Инсбрука. В 1884 году солдаты под его командованием помогали строить железную дорогу. В том же году Эдуард фон Паар получил звание чешского маршала

### Императорский и королевский Адъютант кайзера
В апреле 1887 года Эдуард фон Паар получил звание генерал-адъютанта и должность императорского генерал-адъютанта (k.u.k. Adjutanten). Будучи в этой должности Эдуард фон Паар входил в руководство военного министерства Австро-Венгрии. Он мог находится в высшем генеральном штабе и участвовать в создании и планировании военных операций, также генерал фон Паар занимался внутренней политикой Австро-Венгрии и многие свои решения император Франц Иосиф принимал по советам графа Паара. 
В обязанности Эдуарда фон Паара, как первого адъютанта входили: сопровождение императора, присутствие на всех встречах кайзера, помощь в государственном и военном управлении страной, предоставление императору докладов, текущих отчетов и программ дня, после императорского завтрака.
Всего через 4 года, в 1891 году, Паар получил повышение до звания генерала от кавалерии и попал в генеральный штаб высшего военного командования Австро-Венгрии.
Эдуард фон Паар часто сопровождал кайзера в охотничьих экспедициях и был посвящен в самые личные подробности его жизни. Но Паар прежде всего был старшим генерал-адъютантом и никогда не расслаблялся перед своим кайзером. Тем не менее, Франц-Иосиф любил его общество, особенно во время охоты как в Альпах, так и в Гёдёлле в Венгрии.
В силу своего положения Эдуард фон Паар также участвовал в личных и драматических моментах жизни Франца Иосифа. В 1898 году фон Паар вручил кайзеру письмо в котором говорилось об убийстве его жены императрицы Елизаветы. После этого Эдуард фон Паар стал единственным близким к кайзеру человеком. После убийства Эдуард фон Паар официально настраивал Франца Иосифа против союза с Италией и утверждал, что не стоит надеяться на Италию в качестве союзника.

#### Восстание боксёров
В 1899 году в Китае началось восстание боксёров, против которого стоял альянс восьми держав, в который входила Австро-Венгрия. Австро-Венгрия не имела прямых интересов в Китае, однако австро-венгерских дипломатов в то время волновал не столько Китай и выгоды от него, сколько «фактор силы». Эдуард фон Паар также считал, что Австро-Венгрия должна участвовать в восстании против ихэтуаней и показать свою военную мощь, прежде всего перед лицом Германии, которая затмевала собой Австро-Венгрию. Эдуард фон Паар участвовал в планировании операции по отправке экспедиционных сил в Китай, он настаивал на отправку в Китай военных судов и пехотную дивизию. Однако план Паара отклонили из-за больших расходов и не желания генерального штаба принимать участие в больших столкновениях с мятежниками. Тогда командование приняло решение об отправке четырёх крейсеров и небольшого гарнизона для патрулирования границ и расставления пограничных знаком для будущей концессии. В результате, в 1900-м году на подавление восстания было отправлено 296 солдат и Австро-Венгрия лишь формально принимала участие в подавлении. В том же году Эдуард фон Паар был удостоен звания кавалера ордена Золотого руна, как один из самых влиятельных людей в Австро-Венгерской империи. Также генерал Паар стал почётным офицером 2-го элитного драгунского полка, который переименовали во 2-й Императорский и королевский драгунский полк «Граф Паар».

#### Боснийский кризис
В 1908 году к Паару был приставлен собственный адъютант — капитан Миклош Хорти фон На́дьбаньяи. Он записывал встречи и охотничьи экспедиции Паара и Франца Иосифа. В том же 1908 году после того как «Союз трёх императоров» стал раскалываться генерал фон Паар настаивать об аннексии Боснии и Герцеговины. Более того для габсбургской монархии, Сербия, Черногория, части — Италии, Босния и Герцеговина представляли экономический, политический и военный интерес. После советов Паара Франц Иосиф начал процесс присоединения Боснии и Герцеговины. После того как министр иностранных дел Австро-Венгрии Алоиз фон Эренталь объявил об аннексии Боснии и Герцеговины многие европейские державы, в частности Сербия, выразили своё недовольство. Тогда Австро-Венгрию поддержала Германская империя, и Австро-Венгрия начала готовиться к войне с Сербией, которая была крайне недовольна аннексией. Генерал от кавалерии Паар, который являлся членом высшего генерального штаба Австро-Венгрии начал подготовку переброски 9-го и 8-го армейских корпусов к границе с Сербией. Но сдерживающим фактором стала Россия, которая поддерживала Сербию, из-за этого Австро-Венгрия не торопилась атаковать первой.
31 августа 1909 году Франц Иосиф вместе с Эдуардом фон Пааром прибыли в Баварию на Боденское озеро, где их встретил принц Людвиг Баварский. Франц Иосиф вместе с принцем решали свои вопросы, в то время как Эдуард фон Паар общался с премьер-министром Баварии бароном фон Подевильс-Дюрницем.

#### Сараевское убийство
Самый драматичный и задокументированный поступок Эдуарда фон Паара в качестве главного адъютанта был совершен 28 июня 1914 года, когда он лично вручил кайзеру телеграмму, в которой сообщалось об убийстве эрцгерцога Франца Фердинанда. Кайзер молча прочитал телеграмму на своей летней вилле в Бад-Ишле. По словам Паара:

Кайзер почти ничего не сказал о сегодняшних ужасных новостях. В первый момент он был глубоко потрясен и, казалось, был тронут этим ударом; на несколько минут он закрыл глаза и погрузился в свои мысли. Затем, однако, он заговорил, на самом деле не со мной, а с самим собой, слова, казалось, вырывались из его груди: «Ужасно! Господь не допускает возражений!…Высшая сила восстановила порядок, который я, к сожалению, был не в состоянии поддерживать…» Наконец, кайзер, проявляя все признаки глубокого волнения, повернулся ко мне и приказал нам вернуться в Вену на следующее утро. В остальном ни слова больше.

### Первая Мировая война
После убийства Франца Фердинанда Франц Иосиф и правительство было готово мобилизовать войска, если Сербия не принесет достаточных извинений. Тогда в генеральном штабе был разработан ультиматум для Сербии. Через неделю после вручения австро-венгерского ультиматума Сербии, 28 июля, правительство Австро-Венгрии получило отказ.
Перед началом война граф Эдуард фон Паар вместе с императором находились в его летней вилле в Бад-Ишле и по просьбе имперского министра иностранных дел Леопольда фон Берхтольда Франц Иосиф там же подписал объявление войны. Австро-Венгрия объявила войну Сербии в 7:28 утра, и началась Первая мировая война. На время войны вся власть была сосредоточена в высшем генеральном штабе Конрада фон Хетцендорфа, и Франц Иосиф, чей 84-й день рождения приближался, получал информацию об операциях только во дворце Шенбрунн. Эдуард фон Паар каждый день появлялся в высшем генеральном штабе австро-венгерской армии и участвовал в планировании операций, а также передавал информацию императору. Когда австро-венгерская армия одержала победу в первом сражении войны, Эдуард фон Паар доложил это императору, Франц Иосиф, которого поздравила жена нового наследника Карла Цита, сказал:

Да это победа. Но мои сражения всегда так начинаются и заканчиваются поражением. А на этот раз все могло быть еще хуже. Все бы сказали, когда я состарюсь, я больше не смогу сражаться, и если разразится революция, это будет концом.

Как и говорил Франц Иосиф, после победы наступила череда поражений на восточном фронте против российской армии. В 1915 году Австро-Венгрии объявила войну Италия. В планировании военных действий против Италии Паар предлагал наступать на Венецию. По началу австрийские войска успешно обороняли свои плацдармы в Италии, а затем также успешно перешли в наступление. 27 февраля 1916 года Паар получил звание генерал-оберста. В это время внутри Империи постепенно начали проявляться признаки военной усталости. Венгерские власти начали ограничивать поставки продовольствия к западу от реки Лайта . Экономические трудности после вооружения привели к росту трудовых волнений и забастовок. В июле 1916 года Франц Иосиф сказал Эдуарду фон Паару в присутствии своего камергера Альберта фон Маргутти:

Наша ситуация становится хуже, возможно, намного хуже, чем мы думали. Многие из наших голодающих людей не смогут дольше терпеть… Мы положим конец войне следующей весной любой ценой. Я не могу без надежды. 

В ноябре 1916 года Франц Иосиф ослаб, а 9-го числа у него поднялась высокая температура. 11 ноября у него поднялась температура до 38 градусов, а состояние ухудшилось. Император пробормотал: «На этот раз я, возможно, не выживу». Однако к 12-му числу его лихорадка спала, к нему вернулся аппетит, а его состояние несколько улучшилось. Он вернулся к кипе бумаг и смог развлечь гостей, но 17-го числа у него снова поднялась высокая температура. Всё это время Эдуард фон Паар находился в Шёнбрунне с императором. 20 ноября проведать императора пришли Карл и его жена. А 21 ноября Франц Иосиф скончался. Через пару дней когда тело кайзера выносили из дворца, Эдуард фон Паар был в числе высокопоставленных и близких людей, которые шли за гвардией, которая несла гроб.
После смерти Франца Иосифа, граф Паар стал императорским и королевским адъютантом Карла I. Прослужив в этой должности 3 месяца Эдуард фон Паар был уволен в отставку из-за своих консервативных взглядов, а должность императорского адъютанта была упразднена.

## Отставка и смерть
После смерти Франца Иосифа Эдуард фон Паар недолгое время был Императорскм и королевским адъютантом Карла I, но вскоре кайзер уволил его в отставку. После распада Австро-Венгрии генерал фон Паар умер в Вене и был похоронен в семейной усыпальнице в монастырской церкви Успения Девы Марии в Бечине. За время своей многолетней службы при приближении императора он получил ряд подарков, которыми пополнил коллекции произведений искусства в своём замке Бехине. На его церемонии освящения, которая состоялась 4 февраля 1919 года во Дворце Паар в Вене, присутствовало множество известных аристократов и офицеров.

## Личность
Эдуард фон Паар был очень трудолюбивым человеком, благодаря чему так быстро продвинулся по карьерной лестнице. Также адъютант генерала Хорти писал, что Паар был не очень общительным, но когда он общался с кем-то, то мог рассказывать одну и ту же историю по несколько раз.
Сам Хорти также описал особенности поведения Паара:

Граф Паар был известен своей способностью рассказывать интересные происшествия и анекдоты. Он заставлял время пролетать незаметно, когда мы приходили на дежурство рано утром и должны были ждать, пока часы пробьют девять. Он почти всегда начинал со слов: 

"Я вам это уже рассказывал?", а я неизменно отвечал: "Не думаю", так что с годами, как это часто бывает с пожилыми джентльменами, я снова и снова слушал его истории.

## Звания и должности

### Воинские звания

#### Австро-Венгрия
- Поручик (1857)
- Флигель-адъютант (18 августа 1866 года)
- Оберст-лейтенант (1869)
- Оберст (1874)
- Генерал-майор (1879)
- Фельдмаршал-лейтенант (1884)
- Генерал-адъютант (1887)
- Генерал-оберст (27 февраля 1916)

#### Чехия
- Фельдмаршал Чехии[9]

### Должности и титулы
- Граф фон Паар[нем.] и Бехин (с 1837)
- Ординарец императора (15 апреля 1866 года)
- Императорский камергер[чеш.] (1866)
- Императорский и королевский адъютант[нем.] (1887)
- Имперский тайный советник (1887)

## Награды

### Австро-Венгрия
- Военная медаль (1878)
- Орден Железной короны 1-й степени (1889)
- Рыцарский крест Австрийского ордена Леопольда (1896)
- Медаль «За военные заслуги» (1897)
- Крест Военных заслуг 3-й степени (1898)
- Орден Золотого руна (1898)
- Венгерский орден Святого Стефана (1907)
- Большой крест Австрийского ордена Леопольда (1908)
- Юбилейный крест 1908 г. (1908)
- Крест Военных заслуг 1-й степени (1916)
- Кавалер Командорского креста со звездой ордена Франца Иосифа (1916)
- Кавалер креста Франца Иосифа (1916)

### Иностранные
- Офицер ордена Почётного легиона (Франция, 1867)
- Орден Фридриха (Вюртемберг, 1868)
- Орден Святой Анны 2 степени (Российская империя, 1877)
- Кавалер Большого креста ордена Леопольда I (Бельгия, 1889)
- Орден Непорочного зачатия Девы Марии Вила-Висозской (Португалия, 1889)
- Орден Белого слона 1 класса (Королевство Таиланд, 1897)
- Орден Святого Александра Невского с бриллиантами (Российская империя, 1903)
- Орден Чёрного орла (Пруссия, 1908)
- Кавалер Большого креста Константиновского ордена Святого Георгия (Королевство Италия, 1904)
- Кавалер Большого креста ордена Спасителя
- Орден Восходящего солнца 1-й степени (Япония, 1911)
- Большой крест ордена «Святой Александр» (Болгария, 1912)
- Железный крест 2-го класса (Германская империя, 1914)
- Железный крест 1-го класса (Германская империя, 1914)

## Комментарии
1. ↑  В Богемии род получил название von Paarové
2. ↑  Верхняя палата Австрийского императорского совета
3. ↑  Алоис фон Паар (1840—1909) в будущем станет генералом от кавалерии
4. ↑  Отчасти на такие меры могло сподвигнуть то, что убийца Елизаветы Баварской был итальянским анархистом.
5. ↑  Он был пятым и последним кавалером ордена Золотого руна в семье Пааров. Вместе с ним в 1900 году кавалерами ордена Золотого руна стали Рупрехт Баварский и несколько богатых промышленников и землевладельцев.